# Grégory Rast
Grégory Rast (Cham, 17 de gener de 1980) és un ciclista suís, ja retirat, que fou professional del 2001 fins al 2018. Actualment exerceix de director esportiu a l'equip Trek-Segafredo. Durant la seva carrera esportiva va córrer als equips Post Swiss Team, Phonak, Astana, Team RadioShack i Trek–Segafredo.
En el seu palmarès destaquen dos campionats nacionals en ruta, el 2004 i 2006, i la Volta a Luxemburg del 2007. Va participar en els Jocs Olímpics d'Estiu de 2004 i 2012.

## Palmarès
- 1998
  - 1r al Tour al País de Vaud
- 2002
  -  Campió de Suïssa en ruta sub-23
  - Vencedor d'una etapa al Gran Premi Guillem Tell
- 2004
  -  Campió de Suïssa en ruta
  - 1r a la Rund um den Bühler
- 2006
  -  Campió de Suïssa en ruta
- 2007
  - 1r a la Volta a Luxemburg i vencedor d'una etapa
- 2008
  - Vencedor d'una etapa a la Volta a Turquia
- 2009
  - Vencedor d'una etapa a la Volta a Luxemburg
  - Vencedor de la classificació dels esprints al Tour de Romandia
- 2013
  - Vencedor d'una etapa a la Volta a Suïssa

### Resultats al Tour de França
- 2007. Abandona junt amb tot l'equip Astana (16a etapa)
- 2009. 138è de la classificació general
- 2010. 114è de la classificació general
- 2014. 101è de la classificació general
- 2015. 102è de la classificació general
- 2016. 123è de la classificació general

### Resultats al Giro d'Itàlia
- 2005. 120è de la classificació general
- 2006. 94è de la classificació general

### Resultats a la Volta a Espanya
- 2012. 92è de la classificació general